# Olivia Ruiz
Olivia Ruiz, właściwie Olivia Blanc (ur. 1 stycznia 1980 w Carcassonne) – francuska piosenkarka. Półfinalistka 1 edycji francuskiego Star Academy.

## Dyskografia

### Albumy
- 2003 : J'aime pas l'Amour
- 2005 : La Femme Chocolat
- 2009 : Miss Météores
- 2012 : Le Calme et la Tempête
- 2016 : À nos corps-aimants
- 2024 : La Réplique

### Single
- 2002 : Paris
- 2003 : Pas si vieille
- 2003 : Qui sommes nous ?
- 2004 : Le tango du qui
- 2004 : Les vieux amoureux
- 2005 : J'traîne des pieds
- 2006 : La femme chocolat
- 2007 : Non-dits
- 2007 : Goûtez-moi
- 2007 : Thérapie de Groupe
- 2008 : La chica chocolate (hiszp)
- 2009 : Elle Panique
- 2009 : Belle à en crever
- 2010 : Les Crêpes aux Champignons

### Gościnnie
- 2003 : Faites entrer u Weepers Circus
- 2005 : Donne-moi de mes nouvelles u Allain Leprest
- 2005 : Contre courant u François Hadji-Lazaro
- 2005 : La Monstrueuse parade u Weepers Circus
- 2005 : Les chemins de l'errance u La Varda
- 2006 : Les Métamorphoses de Mister Chat u Dionysos